# Viereckschanze Burgadelzhausen
Die latènezeitliche Viereckschanze Burgadelzhausen liegt etwa 150 Meter südwestlich eines  frühmittelalterlichen Burgstalles im Sackwald (Eurasburger Forst, Verwaltungsgemeinschaft Dasing) über dem Adelzhausener Ortsteil Burgadelzhausen (Landkreis Aichach-Friedberg, Schwaben). Das Bodendenkmal ist weitgehend mit Jungwald bestanden und nur schlecht zugänglich.

## Geschichte
Die relativ kleine Schanze wurde bisher noch nicht archäologisch untersucht. Im 19. Jahrhundert deutete man das Objekt als „römisches Castrum“ und benannte die gesamte Waldabteilung deshalb als Römerschanze. 
Im frühen 20. Jahrhundert vermutete Franz Weber einen Zusammenhang mit dem großen mittelalterlichen Burgstall (Burgstall Burgadelzhausen) auf dem nahen Geländesporn über Burgadelzhausen und schloss einen römischen Ursprung des Erdwerkes aus.
Um 1930 erkannte man erstmals den wahrscheinlichen „vorrömischen bzw. keltischen“ Ursprung der Anlage, die dennoch 1951 wieder als „ein zur Burg gehörendes Objekt“ eingeordnet wurde (Friedberger Heimatblatt, 1951,5).
Gegenwärtig gilt das Bodendenkmal als eine der zahlreichen spätkeltischen Viereckschanzen Süddeutschlands, die heute wieder verstärkt als antike Hofanlagen interpretiert werden. Hierfür sprechen vor allem die nahezu quadratische Anlage und die Nähe zu einer ergiebigen Quelle am Berghang. Die Schanze wäre jedoch eine der kleinsten bekannten keltischen Viereckschanzen Bayerns, deren Flankenlängen sonst etwa zwischen 80 und 140 Metern betragen.
In der Neuzeit wurden zahlreiche Eichelgärten zur Aufzucht von Baumsetzlingen angelegt, deren niedrige Wallhöhen der Schanze bei Burgadelzhausen entsprechen würden. Solche Eichelgärten waren jedoch meist rechteckig, die Schmalseite war nur etwa halb so lang wie die Längsseiten. Der Denkmaltyp „Eichelgarten“ ist allerdings den meisten Forschern noch weitgehend unbekannt.
Das Plateau der nahen frühmittelalterlichen mutmaßlichen Ungarnschutzburg wurde bereits während der Bronzezeit als Siedlungsplatz genutzt. Die typologischen Merkmale dieser Wallanlage deuten auf einen letzten Ausbau während der Ungarnkriege der ersten Hälfte des 10. Jahrhunderts hin.

## Beschreibung
Das rechteckige (ca. 69 mal 62 Meter) Bodendenkmal ist momentan weitgehend unzugänglich. Gut erkennbar sind nur die südwestlichen Wallzüge mit den verflachten vorgelagerten Aushubgräben. Die erhaltene Wallhöhe beträgt maximal nur etwa einen halben bis einen Meter, der südliche Innenwall ist weitgehend verebnet. Die Toröffnung scheint im Ostwall zu liegen. Durch die unruhige Innenfläche läuft diagonal ein neuzeitlicher Grenzgraben.
Etwa 150 Meter nördlich tritt eine Quelle aus dem Hang aus, die zur Versorgung einer antiken Hofanlage und der frühmittelalterlichen Wallburg genutzt worden sein könnte.
Das Bayerische Landesamt für Denkmalpflege verzeichnet das Bodendenkmal als Viereckschanze der jüngeren Latènezeit unter der Denkmalnummer D-7-7632-0020.